# Rajd Portugalii 1999
Rezultaty Rajdu Portugalii (33º TAP Rallye de Portugal), eliminacji Rajdowych Mistrzostw Świata w 1999 roku, który odbył się w dniach 21 marca - 24 marca. Była to czwarta runda czempionatu w tamtym roku i druga na szutrze, a także czwarta w Production World Rally Championship i trzecia w mistrzostwach Portugalii. Bazą rajdu było miasto Matosinhos. Zwycięzcami rajdu została brytyjska załoga Colin McRae i Nicky Grist w Fordzie Focusie WRC. Wyprzedzili oni Hiszpanów Carlosa Sainza i Luisa Moyę w Toyocie Corolli WRC oraz Francuzów Didiera Auriola i Denisa Giraudeta także w Toyocie Corolli WRC. Z kolei w Production WRC zwyciężyli Portugalczycy Miguel Campos i Miguel Ramalho w Mitsubishi Carismie GT Evo V.
Rajdu nie ukończyły cztery załogi fabryczne. Fin Marcus Grönholm w Mitsubishi Carismie GT Evo VI odpadł z rajdu na 16. odcinku specjalnym z powodu awarii skrzyni biegów. Na 16. oesie odpadł również Fin Juha Kankkunen w Subaru Imprezie WRC, który miał awarię silnika, a także inny Fin Harri Rovanperä w Seacie Córdobie WRC, który miał wypadek. Z kolei Włoch Piero Liatti jadący Seatem Córdobą WRC odpadł na 11. odcinku specjalnym z powodu wypadku.

## Klasyfikacja ostateczna
| Miejsce                | Zawodnik               | Pilot                   | Samochód                    | Czas                   | Strata                 | Grupa                  | Punkty                 |                        |
| Klasyfikacja generalna | Klasyfikacja generalna | Klasyfikacja generalna  | Klasyfikacja generalna      | Klasyfikacja generalna | Klasyfikacja generalna | Klasyfikacja generalna | Klasyfikacja generalna | Klasyfikacja generalna |
| ---------------------- | ---------------------- | ----------------------- | --------------------------- | ---------------------- | ---------------------- | ---------------------- | ---------------------- | ---------------------- |
| 1.                     | Colin McRae            | Nicky Grist             | Ford Focus WRC              | 4:05:41.7              |                        | A8 M                   | 10                     |                        |
| 2.                     | Carlos Sainz           | Luis Moya               | Toyota Corolla WRC          | 4:05:54.0              | +12.3                  | A8 M                   | 6                      |                        |
| 3.                     | Didier Auriol          | Denis Giraudet          | Toyota Corolla WRC          | 4:05:58.2              | +16.5                  | A8 M                   | 4                      |                        |
| 4.                     | Richard Burns          | Robert Reid             | Subaru Impreza WRC          | 4:06:37.1              | +55.4                  | A8 M                   | 3                      |                        |
| 5.                     | Tommi Mäkinen          | Risto Mannisenmäki      | Mitsubishi Lancer Evo VI    | 4:06:46.1              | +1:04.4                | A8 M                   | 2                      |                        |
| 6.                     | Bruno Thiry            | Stéphane Prévot         | Subaru Impreza WRC          | 9:40:08.0              | +7:29.7                | A8                     | 1                      |                        |
| 7.                     | Volkan Işık            | Erkan Bodur             | Toyota Corolla WRC          | 4:15:07.5              | +9:25.8                | A8 TC                  |                        |                        |
| 8.                     | Matthias Kahle         | Dieter Schneppenheim    | Toyota Corolla WRC          | 4:15:15.9              | +9:34.2                | A8                     |                        |                        |
| 9.                     | Rui Madeira            | Nuno Rodrigues da Silva | Subaru Impreza WRX          | 4:15:51.5              | +10:09.8               | A8                     |                        |                        |
| 10.                    | Luís Climent           | Álex Romaní             | Subaru Impreza 555          | 4:17:10.3              | +11:28.6               | A8 TC                  |                        |                        |
| PWRC                   |                        |                         |                             |                        |                        |                        |                        |                        |
| 1. (12.)               | Miguel Campos          | Nuno Rodrigues da Silva | Mitsubishi Carisma GT Evo V | 4:22:11.0              |                        | N4                     | 10                     |                        |
| 2. (15.)               | Gustavo Trelles        | Martin Christie         | Mitsubishi Lancer Evo V     | 4:25:49.1              | +3:38.1                | N4                     | 6                      |                        |
| 3. (21.)               | Juha Kangas            | Mika Ovaskainen         | Subaru Impreza WRX          | 4:30:14.9              | +8:03.9                | N4                     | 4                      |                        |
| 4. (22.)               | Ramón Ferreyros        | Gonzalo Saenz           | Subaru Impreza WRX          | 4:32:10.1              | +9:59.1                | N4                     | 3                      |                        |
| 5. (23.)               | Miguel Cristovão       | João Luz                | Mitsubishi Lancer Evo V     | 4:34:36.4              | +12:25.4               | N4                     | 2                      |                        |
| 6. (24.)               | Horácio Franco         | Tiago Mourao            | Subaru Impreza WRX          | 4:40:19.5              | +18:08.5               | N4                     | 1                      |                        |
| Mistrzostwa Portugalii |                        |                         |                             |                        |                        |                        |                        |                        |
| 1. (9.)                | Rui Madeira            | Miguel Ramalho          | Subaru Impreza WRX          | 4:15:51.5              |                        | A8                     | 241,5                  |                        |
| 2. (12.)               | Miguel Campos          | Miguel Ramalho          | Mitsubishi Carisma GT Evo V | 4:22:11.0              | +6:19.5                | N4                     | 220,5                  |                        |
| 3. (16.)               | Adruzilo Lopes         | Luis Lisboa             | Peugeot 306 Maxi            | 4:26:04.0              | +10:12.5               | A7                     | 126                    |                        |
| 4. (22.)               | Vitor Lopes            | José Janela             | Citroën Saxo Kit Car        | 4:28:46.8              | +12:55.3               | N4                     | 84                     |                        |
| 5. (23.)               | Miguel Cristovão       | João Luz                | Mitsubishi Lancer Evo V     | 4:34:36.4              | +18:44.9               | N4                     | 84                     |                        |
| 2L WRC                 |                        |                         |                             |                        |                        |                        |                        |                        |
| 1. (13.)               | Alister McRae          | David Senior            | Hyundai Coupé Kit Car Evo2  | 4:22:49.7              | -                      | A7                     |                        |                        |
| 2. (14.)               | Kenneth Eriksson       | Staffan Parmander       | Hyundai Coupé Kit Car Evo2  | 4:23:31.0              | +41.3                  | A7                     |                        |                        |
| 3. (19.)               | Martin Rowe            | Derek Ringer            | Renault Mégane Maxi         | 4:29:53.6              | +7:03.9                | A7                     |                        |                        |

1. ↑  Litera M przy oznaczeniu grupy do której należy samochód oznacza, iż tylko ci kierowcy zdobywali punkty dla swoich zespołów liczonych w klasyfikacji producentów na koniec sezonu.

## Zwycięzcy odcinków specjalnych
| Dzień      | Odcinek | G. rozp. | Nazwa                        | Długość | Zwycięzca                 | Czas    | Lider rajdu |
| ---------- | ------- | -------- | ---------------------------- | ------- | ------------------------- | ------- | ----------- |
| 1 (21 MAR) | SS1     | 14:15    | Baltar                       | 3.20km  | Colin McRae               | 3:12.3  | Colin McRae |
| 2 (22 MAR) | SS2     | 07:36    | Ponte de Lima Este           | 23.64km | Colin McRae               | 15:38.2 | Colin McRae |
| 2 (22 MAR) | SS3     | 08:39    | Ponte de Lima Oeste          | 25.84km | Colin McRae               | 18:39.2 | Colin McRae |
| 2 (22 MAR) | SS4     | 12:01    | Fafe - Lameirinha 1          | 15.20km | Carlos Sainz              | 10:06.5 | Colin McRae |
| 2 (22 MAR) | SS5     | 12:25    | Fafe - Luilhas 1             | 10.55km | Colin McRae Richard Burns | 7:51.7  | Colin McRae |
| 2 (22 MAR) | SS6     | 13:38    | Cabreira 1                   | 27.60km | Colin McRae               | 18:11.1 | Colin McRae |
| 2 (22 MAR) | SS7     | 15:20    | Fafe - Lameirinha 2          | 15.20km | Didier Auriol             | 10:03.5 | Colin McRae |
| 2 (22 MAR) | SS8     | 15:44    | Fafe - Luilhas 2             | 10.50km | Richard Burns             | 7:45.9  | Colin McRae |
| 2 (22 MAR) | SS9     | 16:47    | Cabreira 2                   | 27.60km | Colin McRae               | 18:03.9 | Colin McRae |
| 3 (23 MAR) | SS10    | 07:59    | Sever do Vouga               | 14.83km | Didier Auriol             | 11:15.5 | Colin McRae |
| 3 (23 MAR) | SS11    | 08:44    | Ladario - Oliveira de Frades | 11.26km | Richard Burns             | 7:43.4  | Colin McRae |
| 3 (23 MAR) | SS12    | 11:19    | Agueira                      | 23.33km | Didier Auriol             | 16:53.1 | Colin McRae |
| 3 (23 MAR) | SS13    | 11:55    | Mortazel                     | 18.81km | Carlos Sainz              | 12:28.9 | Colin McRae |
| 3 (23 MAR) | SS14    | 12:25    | Mortagua                     | 17.24km | Carlos Sainz              | 1:58.2  | Colin McRae |
| 3 (23 MAR) | SS15    | 14:02    | Tabua                        | 13.49km | Tommi Mäkinen             | 8:23.0  | Colin McRae |
| 3 (23 MAR) | SS16    | 14:53    | Arganil - Coja 1             | 20.96km | Carlos Sainz              | 13:03.8 | Colin McRae |
| 3 (23 MAR) | SS17    | 15:34    | Salgueiro - Gois 1           | 19.70km | Richard Burns             | 11:30.6 | Colin McRae |
| 3 (23 MAR) | SS18    | 17:44    | Arganil - Coja 2             | 20.96km | odcinek odwołany          | -       | Colin McRae |
| 3 (23 MAR) | SS19    | 18:25    | Salgueiro - Gois 2           | 19.70km | odcinek odwołany          | -       | Colin McRae |
| 4 (24 MAR) | SS20    | 09:55    | Vizo - Celorico de Basto     | 11.84km | Tommi Mäkinen             | 7:31.9  | Colin McRae |
| 4 (24 MAR) | SS21    | 10:48    | Fridao                       | 14.20km | Tommi Mäkinen             | 10:12.0 | Colin McRae |
| 4 (24 MAR) | SS22    | 11:34    | Aboboreira                   | 17.96km | Tommi Mäkinen             | 12:13.2 | Colin McRae |
| 4 (24 MAR) | SS23    | 12:55    | Lousada - Barrosas           | 15.85km | Didier Auriol             | 11:53.4 | Colin McRae |

## Klasyfikacja po 4 rundach
Tabele przedstawiają tylko pięć pierwszych miejsc.

### Kierowcy
| Lp. | Kierowca       | Pkt |
| --- | -------------- | --- |
| 1   | Tommi Mäkinen  | 22  |
| 2   | Colin McRae    | 20  |
| 3   | Didier Auriol  | 17  |
| 4   | Carlos Sainz   | 16  |
| 5   | Juha Kankkunen | 7   |

### Producenci
| Lp. | Producent                    | Pkt |
| --- | ---------------------------- | --- |
| 1   | Toyota Castrol Team          | 33  |
| 2   | Ford Motor Co. Ltd.          | 28  |
| 3   | Marlboro Mitsubishi Ralliart | 22  |
| 4   | Subaru WRT                   | 13  |
| 5   | Seat Sport                   | 7   |